# Wybory do Parlamentu Europejskiego w Chorwacji w 2019 roku
Wybory do Parlamentu Europejskiego IX kadencji w Chorwacji zostały przeprowadzone 26 maja 2019. W ich wyniku zostało wybranych 12 eurodeputowanych, przy czym obsadzenie dwunastego mandatu zostało zawieszone do czasu dokończenia procedury brexitu. Frekwencja wyniosła 29,86%.

## Wyniki
| Lista wyborcza                                               | Głosy     | %     | Mandaty |
| ------------------------------------------------------------ | --------- | ----- | ------- |
| Chorwacka Wspólnota Demokratyczna                            | 244 076   | 22,72 | 4       |
| Socjaldemokratyczna Partia Chorwacji                         | 200 976   | 18,71 | 4       |
| Hrvatski suverenisti (w tym HKS, Hrast, HSP AS)              | 91 546    | 8,52  | 1       |
| Lista Mislava Kolakušicia                                    | 84 765    | 7,89  | 1       |
| Żywy Mur                                                     | 60 847    | 5,66  | 1       |
| Koalicja Amsterdamska (w tym IDS-DDI, HSS, HSU, Glas, HL-SR) | 55 806    | 5,19  | 1       |
| Most                                                         | 50 257    | 4,67  | 0       |
| Lista Marijany Petir                                         | 47 358    | 4,40  | 0       |
| NzH i HSP                                                    | 46 970    | 4,37  | 0       |
| Niezależna Demokratyczna Partia Serbska                      | 27 958    | 2,60  | 0       |
| Chorwacka Partia Ludowa – Liberalni Demokraci                | 60 452    | 6,55  | 0       |
| Pozostali                                                    | 134 798   | 12,42 | 0       |
| Głosy nieważne i puste                                       | 29 597    | –     | –       |
| Razem                                                        | 1 103 551 | 100   | 12      |